# Saint Helier
Saint Helier (francouzsky Saint-Hélier, jerseysky: Saint Hélyi) je město a jedna z dvanácti farností na ostrově Jersey, který je největším z Normanských ostrovů v Lamanšském průlivu. Má přibližně 33 500 obyvatel, což je zhruba 34,2 % populace celého ostrova a je jeho hlavním městem, třebaže oficiální rezidence guvernéra Jersey se nachází ve farnosti Saint Saviour. Urbanizovaná část farnosti Saint Helier tvoří většinu největšího města na ostrově, ačkoliv část města se rozprostírá i v přilehlé farnosti Saint Saviour, s předměstími táhnoucími se do farností Saint Lawrence a Saint Clement. Převážná část farnosti Saint Helier má venkovský charakter.
Farnost má rozlohu 10,6 km², z čehož 2 km² byly získány meliorací.
Vlajku a znak farnosti tvoří dvě zlaté sekery v modrém poli. Modrá symbolizuje moře a sekery připomínají umučení sv. Heliera saskými piráty v roce 555.

## Historie města
Předpokládá se, že na místě současného města Saint Helier bylo osídlení v době římské nadvlády v Galii.
Středověké hagiografie poustevníka Heliera, patrona ostrova Jersey, který zde byl umučen a po němž je pojmenována farnost i město, popisují obraz malé rybářské vesnice na dunách mezi bažinatou půdou na jedné straně a čárou maximálního přílivu na straně druhé. Ačkoliv v současnosti je farní kostel sv. Heliera v dosti značné vzdálenosti od moře, v době své stavby byl na okraji dun prakticky v nejbližším bodě k ostrůvku blízko pobřeží, nazývaného Hermitage (anglicky poustevna; místo Helierovy evangelizace a mučednictví). Než se začalo s rekultivací půdy a stavbou přístavu, mohly být lodě přivazovány ke zdi hřbitova přiléhající k moři.
Opatství sv. Heliera bylo založeno v roce 1155 na přílivovém ostrově L'Islet, který sousedí s ostrůvkem Hermitage. V době reformace bylo opatství zrušeno a místo bylo opevněno, aby vytvořilo hrad, který nahradil hrad Mont Orgueil coby hlavní pevnost ostrova. Nový hrad Elizabeth Castle byl pojmenován po panující královně Walterem Raleighem, guvernérem ostrova Jersey v letech 1600–1603.